# Comuna de Kazimierza Wielka
Kazimierza Wielka (polaco: Gmina Kazimierza Wielka) é uma gminy (comuna) na Polónia, na voivodia de Santa Cruz e no condado de Kazimierski. A sede do condado é a cidade de Kazimierza Wielka.
De acordo com os censos de 2004, a comuna tem 16 950 habitantes, com uma densidade 120,6 hab/km².

## Área
Estende-se por uma área de 140,59 km², incluindo:
- área agricola: 89%
- área florestal: 3%

## Demografia
Dados de 30 de Junho 2004:
|                      | Total   | Total | Mulheres | Mulheres | Homens  | Homens |
| -------------------- | ------- | ----- | -------- | -------- | ------- | ------ |
|                      | pessoas | %     | pessoas  | %        | pessoas | %      |
| População            | 16 950  | 100   | 8675     | 51,2     | 8275    | 48,8   |
| Densidade (pop./km²) | 120,6   | 100   | 61,7     | 61,7     | 58,9    | 58,9   |

De acordo com dados de 2005, o rendimento médio per capita ascendia a 1303,91 zł.

## Comunas vizinhas
- Bejsce, Czarnocin, Koszyce, Opatowiec, Pałecznica, Proszowice, Skalbmierz